# Panga (ort i Burkina Faso)
Panga är en ort i Burkina Faso.   Den ligger i regionen Cascades, i den sydvästra delen av landet, 400 km sydväst om huvudstaden Ouagadougou. Panga ligger 320 meter över havet och antalet invånare är 2 263.
Terrängen runt Panga är platt. Närmaste större samhälle är Niangoloko, 10,7 km sydost om Panga. 
Omgivningarna runt Panga är en mosaik av jordbruksmark och naturlig växtlighet. Runt Panga är det ganska glesbefolkat, med 23 invånare per kvadratkilometer.